# La cambiale di matrimonio
La cambiale di matrimonio (Ægteskabskontrakten) er en komisk opera i én akt af Gioachino Rossini til en libretto af Gaetano Rossi. Librettoen er baseret på et skuespil af Camillo Federici (1791) samt på en tidligere libretto skrevet af Giuseppe Checcherini til Carlo Coccias opera fra 1807, Il matrimonio per lettera di cambio. Operaen fik premiere den 3. november 1810 på Teatro San Moisè i Venedig.
Rossini komponerede operaen på et par dage, da han var 18 år gammel. La cambiale di matrimonio var Rossinis første professionelle opera. Ouverturen, som han skrev, da han var elev på Liceo Musicale i Bologna, er en vigtig del af det moderne koncertrepertoire.

## Roller
| Rolle                           | Stemmetype  | Originalbesætning, 3. november 1810 (Dirigent: ?) |
| ------------------------------- | ----------- | ------------------------------------------------- |
| Tobias Mill, en engelsk købmand | Bas         | Luigi Raffanelli                                  |
| Fanny, hans datter              | Sopran      | Rosa Morandi                                      |
| Edward Milfort, Fannys elsker   | Tenor       | Tommaso Ricci                                     |
| Slook, en canadisk købmand      | Bas         | Nicola De Grecis                                  |
| Norton, Mills kontorassistent   | Bas         | Domenico Remolini                                 |
| Clarina, Fannys kammerpige      | Mezzosopran | Clementina Lanari                                 |

## Synopsis
I en engelsk by i det 18. århundrede modtager den lokale købmand, Tobias Mill, en ægtepagt fra en canadisk forretningsmand, Mr. Slook. Selv om han er ganske overrasket, fortæller Mill sine tjenere Norton og Clarina, at han agter at godkende kontrakten på vegne af sin datter Fanny. Da Fanny og hendes uformuende elsker Edward Milfort hører om dette, sværger Milfort at gøre modstand. Slook ankommer og er overrasket over den velkomst, han modtager, og Mills ønske om at straks fuldbyrde ægteskabet. Slook henvender sig til Fanny i en duet, som snart udvides til en trio, da Milfort slutter sig til og truer Slook med klø, medmindre han forlader byen med det samme. Slook tilbyder derefter at trække sig ud af kontrakten, men Mill føler sig krænket og udfordrer ham til en duel. Slook gør så Milfort til sin arving og forbereder sig på at forlade byen. Fanny og Milfort er taknemmelige. Mill, som endnu ikke kender planen, raser ud i en scene, før alt afsløres og ender i fest.
Rossini genbrugte duetten Dunque io son med større effekt første akt til Il barbiere di Siviglia.

## Eksterne links
- Libretto
- Diskografi Arkiveret 27. november 2010 hos  Wayback Machine